# Zborov (Ukrajina)
Zborov (ukrajinsky Зборів – Zboriv, polsky Zborów – Zboruv) je malé město v Haliči na západní Ukrajině. Protéká jím řeka Strypa. Zborov leží na významné silnici a železniční trati mezi městy Lvov a Ternopil. Administrativně spadá pod Ternopilskou oblast a do Ternopilského rajónu. Žije zde asi 7000 obyvatel.

## Historie
První historické zmínky pocházejí z roku 1166, kdy zde byla založena osada Verchostav, kterou v roce 1241 zničili mongolští Tataři. První zmínka o osadě Zborov pochází z 15. století. V srpnu 1649 se u Zborova odehrála bitva mezi záporožskou kozáckou armádou vedenou Bohdanem Chmelnickým a jeho spojencem chánem Islam-Girejem III. s polskou armádou vedenou králem Janem II. Kazimírem. 
Do československé historie se město zapsalo tím, že za první světové války v jeho okolí jednotka československých legií, bojující na ruské straně, úspěšně prolomila 2. července 1917 rakousko-uherskou frontovou linii v tzv. bitvě u Zborova.

## Rodáci
- Milena Rudnycka (1892–1976), ukrajinská feministická aktivistka, politička a spisovatelka
- Andrij Sybiha (* 1975), ministr zahraničí Ukrajiny, diplomat a právník